# Freundel Stuart
Freundel Jerome Stuart, född 27 april 1951 i Saint Philip, är en barbadisk politiker. Han var Barbados premiärminister mellan 2010 och 2018.. Han efterträdde David Thompson efter att denne avlidit. Han är medlem i Demokratiska arbetarpartiet.

## Biografi

### Privatliv och karriär
Stuart föddes i Saint Philip, Barbados. Han är ensamstående sedan oktober 2010 och har en dotter.
Han gick på the University of the West Indies där han läste statsvetenskap och juridik. Han arbetade som advokat med inriktning på associationsrätt och straffrätt
Han har stödjer flera samhällsorganisationer och sponsrar the Dayrells United Achievers Community Club och Notre Dame Sports Club.

### Politisk karriär
Freundel Stuart har under flera år varit medlem i Demokratiska arbetarpartiet där han haft flera olika poster inklusive president. Han representerar St Michael South valkrets.

### Barbados sjunde premiärminister
Stuart gick in som tillfällig premiärminister för Barbados maj 2010 när premiärminister David Thompson blev sjuk i bukspottkörtelcancer. Adriel Brathwaite ersatte Stuart som justitiekansler och minister för inrikes frågor. Thompson dog den 23 oktober 2010. Ledningen i Demokratiska arbetarpartiet höll ett krismöte i partiets högkvarter på George Street i Bridgetown på morgonen då Thompson dog, Stuart valdes då till premiärminister.
Stuart svors in som Barbados 7:e premiärminister samma dag av generalguvernören Clifford Husbands.
2011 valdes Stuart in som medlem i FN:s Global Panel on Sustainability.
Stuart segrade i sitt första val som premiärminister den 21 februari 2013 genom att besegra Barbados arbetarpartis utmanare Noel Lynch, som utmanade honom i hans valkrets.
I januari 2014 blev Stuart medlem i Privy Council of the United Kingdom
.
Stuart har sedan dess meddelat att han har för avsikt att göra Barbados till en republik och ersätta drottningen av Barbados med en ceremoniell president som statschef.
I maj 2018 efterträddes han på posten av Mia Mottley.